# Sune Andersson
Sune Isidor Andersson (ur. 22 lutego 1921 w Södertälje, zm. 29 kwietnia 2002 w Solnie) – szwedzki piłkarz, pomocnik. Brązowy medalista MŚ 50. Obdarzany przydomkiem Mona Lisa.
Jego pierwszym klubem był Ekerö IK, gdzie grał w latach 1934–1939. Następnie był piłkarzem Hagalunds IS (1939–1946). W 1946 trafił do AIK Fotboll, w 1950 – po udanych dla Szwedów mistrzostwach świata w Brazylii – wyjechał do Włoch. Wraz z rodakami Stigiem Sundqvistem oraz Knutem Nordahlem podpisał kontrakt z Romą. W rzymskim klubie rozegrał dwa sezony (59 meczów, 12 trafień). Po powrocie do ojczyzny rozpoczął karierę trenerską. W 1956 wrócił na boisko w barwach IFK Eskilstuna, grał także w zespołach z niższych lig.
W reprezentacji Szwecji w latach 1947–1950 zagrał 28 razy i strzelił 3 bramki. Podczas MŚ 50 był podstawowym graczem zespołu, wystąpił we wszystkich pięciu meczach Szwecji (2 gole). Wcześniej, w 1948 wraz z kolegami został złotym medalistą igrzysk w Londynie.
Jako trener Andersson prowadził takie kluby jak: Iggesunds IK, IFK Eskilstuna, Kalmar FF, Finspångs AIK, Södertälje SK i Hagalunds IS.